# John Ward (Bischof)
John Ward (* 25. Mai 1857 in West View, Ohio, Vereinigte Staaten; † 20. April 1929) war ein römisch-katholischer Geistlicher und Bischof von Leavenworth.

## Leben
Ward empfing am 17. Juli 1884 durch Bischof Louis Mary Fink OSB das Sakrament der Priesterweihe für das damalige Bistum Leavenworth.
Am 25. November 1910 wurde er von Papst Pius X. zum Bischof von Leavenworth ernannt. Die Bischofsweihe spendete ihm am 22. Februar des darauffolgenden Jahres der Apostolische Delegat in den Vereinigten Staaten, Erzbischof Diomede Falconio OFM; Mitkonsekratoren waren Thomas Francis Lillis, Koadjutorbischof von Kansas City, und John Joseph Hennessy, Bischof von Wichita.
Ward starb nach achtzehnjähriger Amtszeit im Alter von 71 Jahren.